# Compagnie Oposito
La compagnie Oposito est une compagnie d'arts de rue fondée en 1982 de la rencontre entre Enrique Jimenez et Jean-Raymond Jacob, spécialisée dans les grandes parades allégoriques basée à Garges-lès-Gonesse (Val d'Oise). La compagnie Oposito dirige Le Moulin Fondu, Centre national des arts de la rue et de l'espace public.

## Description
La compagnie à son actif, l'écriture de plus de 20 spectacles, 420 représentations, la création de 50 événements monumentaux, 30 directions de fêtes urbaines, la collaboration et la confrontation avec une cinquantaine de compagnies internationales, la réalisation d'événements en Europe et en Afrique.
La compagnie est à l'origine du festival Grains de Folie (1989) et participe à l'Arène Foraine d'Aurillac en 1993.

## Créations

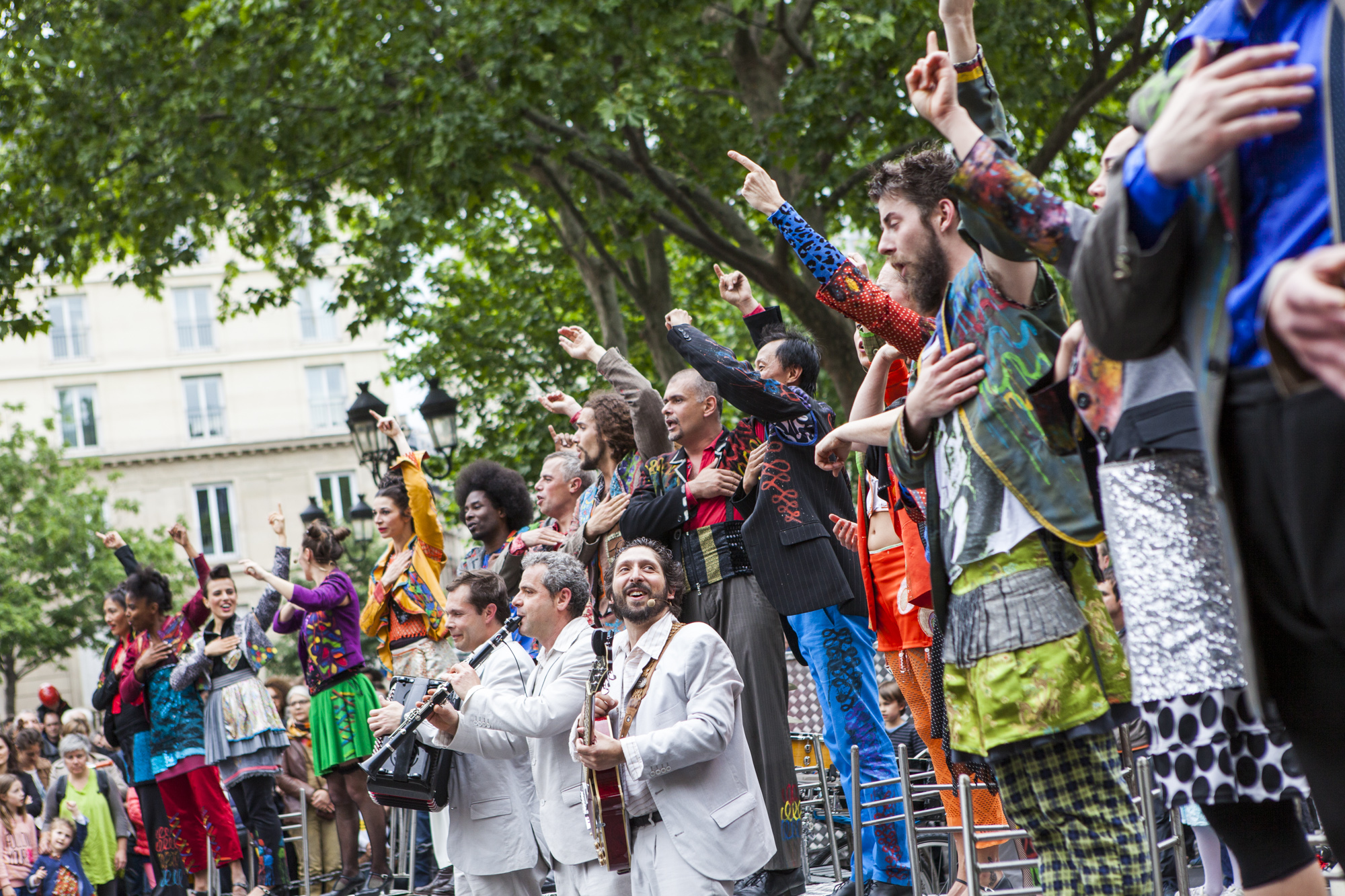
Représentation du spectacle "Kori Kori" au Festival Onze Bouge (juin 2014).

Leurs premières créations, L'Enfer des phalènes (1985) et Toro de fuego (1987) par exemple, sont inspirées par les traditions populaires espagnoles, la bande dessinée et l'univers de l'heroic fantasy. Parmi les autres créations de la compagnie Oposito, on peut citer entre autres des créations telles que Métamorphosis (1984), le Songe d’une nuit d’un cirque en hiver (1985), Max 36/15 (1989), Boxing Club (1990), Opération Tapis Rouge (1991).
La parade allégorique "Transhumance" célébrera l'ouverture de la Coupe du monde de rugby de 2007 à Bobigny avant d'aller présenter le spectacle en province et à l'étranger : Leucate, Saint-Nazaire et Amiens en France, Sibiu en Roumanie, Londres au Royaume-Uni, Burgos et Viladecans en Espagne, Gwacheon et Goyang City en Corée du Sud.
Créé en 2001, ou Les Trottoirs de Jo'Burg... (2001) a été joué à ce jour à près de 30 représentations, à Caracas (Venezuela), Amiens, Martigues, Leuven (Belgique), Reims, Montréal (Canada), Amsterdam (Pays-Bas)….
A la vie à l’amour !, déambulatoire opéra, en 5 actes et 4 mouvements créé en 2004, s'inscrit dans la démarche de la compagnie pour une écriture spécifique, au service de l'émotion que provoque l’alchimie de la voix, de la musique et du geste.
Avec Toro, la compagnie Oposito continue son chemin d’exploration théâtrale du spectacle déambulatoire. Une histoire qui apparaît, se glisse et disparaît au cœur de la ville, dans lequel la perception du spectateur est une sensation physique doublée d’une émotion poétique.
Le 23 juin 2012, ils participent à l'inauguration du tramway de Brest, en proposant un spectacle son et lumières, avec l'aide du Bagad Plougastell.
En 2014, la troupe sort le spectacle "Kori Kori" favorablement critiqué par l'hebdomadaire Télérama, crée La Symphonie des sapins en 2016 et relance le spectacle Le Cinématophone , plus de vingt ans après sa création. 
En 2021, la compagnie crée Peaux Bleues, premier opus d'un triptyque qui s'interroge sur le fait d'être noir dans la société française d'aujourd'hui.